# Venero Mangano
Venero Frank Mangano, detto Benny Eggs (New York, 7 settembre 1921 – New York, 18 agosto 2017), è stato un mafioso statunitense, legato alla cosiddetta "Cosa nostra statunitense", in particolare è stato un sottocapo (underboss) della famiglia Genovese.
Quando nel 2007 Daniel "Danny the Lion" Leo, boss reggente della famiglia durante la carcerazione del boss Liborio Bellomo, fu imprigionato, Mangano, che era uscito di prigione il 2 novembre 2006 dopo una condanna a 15 anni per estorsione,  divenne il più potente uomo dei Genovese fuori dal carcere e lo rimase fino alla scarcerazione di Bellomo, nel 2008. Mangano divenne per lo più famoso alle cronache per il suo coinvolgimento nel cosiddetto "affare delle finestre" (Windows Case).

## Biografia
Venero Mangano, il cui soprannome, "Benny Eggs", deriva dal fatto che sua madre mandasse avanti un negozio di uova, era imparentato con il boss della famiglia Gambino, Vincent Mangano, con Philip Mangano, caporegime e consigliere dei Gambino, e con Lawrence Mangano membro della Chicago Outfit.
Durante la seconda guerra mondiale, Mangano servì nell'aviazione militare statunitense e fu impegnato sul fronte europeo come mitragliere di coda sui bombardieri, arrivando ad ottenere, in virtù del servizio reso,  una Distinguished Flying Cross e un'Air Medal con quattro foglie di quercia e tre Service star.
Una volta congedatosi e tornato negli USA, Mangano svolse per diversi anni l'attività di grossista indipendente, essendo a capo di un'azienda da lui fondata, la M. & J. Enterprises, che acquistava surplus di magazzino nel ramo dell'abbigliamento per poi rivendere la merce su mercati nazionali ed esteri. Durante questa sua attività ebbe modo di conoscere anche personaggi piuttosto famosi, come un giovane Calvin Klein, e, proprio in questo periodo, egli divenne amico del socio di Klein, Barry K. Schwartz.
Negli anni seguenti, Mangano si unì ad una banda criminale del Greenwich Village che più tardi finì sotto il comando di Vincent "The Chin" Gigante, boss della famiglia Genovese. Quest'ultimo affidò a Mangano la supervisione dei suoi affari al circolo sociale del numero 110 di Thompson Street.  Tali operazioni includevano anche il monopolio delle operazioni di sostituzione di finestre dell'area metropolitana di New York City, un giro d'affari dai margini immensi.
Per quanto riguarda il suo grado all'interno della famiglia Genovese, nel 1987 Mangano fu indicato come caporegime in un ordine di restrizione emanato dalla New Jersey Division of Gaming Enforcement, un'agenzia governativa avente il compito di sorvegliare la corretta gestione delle sale da gioco del New Jersey. Prima di questa restrizione aveva collezionato, sin dalla seconda metà degli anni Quaranta, diverse condanne inerenti alle scommesse clandestine, subendo però meno di un anno di carcerazione in totale. 

### Il caso delle finestre del 1991
Dal 1978 al 1990, quattro delle cinque famiglie mafiose newyorkesi hanno avuto un cartello di aziende impegnate nella sostituzione delle finestre. Ogni famiglia aveva quindi destinato al controllo di questo redditizio giro d'affari, uno o più dei propri uomini: 
- Famiglia Lucchese - Vittorio Amuso, Anthony Casso e Peter Chiodo;
- Famiglia Genovese - Venero Mangano, Gerard Pappa e Peter Savino;
- Famiglia Gambino - Peter Gotti;
- Famiglia Colombo - Benedetto "Benny" Aloi.

Il cartello controllava una cifra pari a 150 milioni di dollari in contratti con la New York City Housing Authority (NYCHA), un'agenzia amministrativa newyorkese che si occupa di trovare una casa nei diversi quartieri della città ai residenti meno abbienti. Il cartello controllava il settore attraverso il Local 580, un'associazione controllata dalla famiglia Lucchese facente parte del sindacato chiamato International Association of Bridge, Structural, Ornamental and Reinforcing Iron Workers, grazie al quale esso poteva provocare subornazioni, effettuare estorsioni e rafforzare il proprio monopolio, costringendo le ditte installatrici di finestre ad installare solo quelle prodotte da determinate aziende. Il cartello mandava avanti il proprio giro d'affari imponendo una tassa di circa uno o due dollari per quasi ogni finestra sostituita, sia in ambito pubblico che privato, nell'intera città di New York.

### Condanna
Nel 1990, dopo dodici anni di attività, il cartello fu finalmente distrutto dalle forze dell'ordine. La svolta nell'indagine si era avuta nel 1988, quando gli investigatori convinsero Peter Savino, il già citato associato della famiglia Genovese, a diventare un informatore e ad indossare un microfono durante le riunioni mafiose. Fu proprio grazie alle informazioni raccolte da Savino che si arrivò all'incriminazione e alla condanna di alcuni dei più potenti boss mafiosi statunitensi, tra cui il più importante fu certamente Vincent Gigante, allora boss della famiglia Genovese.
Quasi tutti i membri dell'associazione Local 580 furono indagati per reati che andavano dalla turbativa d'asta all'estorsione. Gigante fu indagato ma ritenuto mentalmente non in grado e fu condannato solo nel 1997. Amuso e Casso, allora rispettivamente capo e sottocapo della famiglia Lucchese,  si diedero alla latitanza il 9 gennaio 1991, dopo aver nominato boss reggente Alphonse D'Arco. Amuso fu poi catturato nel 1992 e condannato per diversi fatti, tra cui l'affare delle finestre. Casso rimase invece latitante fino al 1993, quando fu catturato e, dopo un patteggiamento della pena, divenne a sua volta un collaboratore di giustizia. Chiodo fu giudicato colpevole di tentato omicidio e confessò di aver ucciso John Morrissey, un agente di commercio del Local 580, ritenuto essere un potenziale testimone. Peter Gotti fu processato e assolto nel 1990. Mangano e Aloi, infine furono giudicati colpevoli di reati che avrebbero procurato loro tre anni di detenzione ma il contesto mafioso nel quale agirono fece lievitare le loro pene a più di 15 anni.

### Dopo il caso delle finestre
Nel 1997, mentre era ancora in prigione, Mangano fu chiamato a testimoniare contro il boss Vincent Gigante. Tuttavia, egli dapprima rifiutò di comparire davanti ai giudici e poi si rifiutò di rispondere a ogni domanda appellandosi al quinto emendamento della Costituzione degli Stati Uniti d'America. Negli anni Mangano tentò più volte di avere una revisione del processo o di ottenere la libertà condizionata anche in relazione ai due attacchi cardiaci che lo avevano colpito durante la sua detenzione, tuttavia nessuno dei suoi tentativi andò a buon fine e fu infine rilasciato solo il 2 novembre 2006. Secondo alcune voci, ritenute solo speculazioni, dopo la sua scarcerazione egli divenne il boss della famiglia Genovese, ma tali voci non hanno mai trovato riscontro e si ritiene che ad aver succeduto a Vincent Gigante sia stato Liborio Bellomo. Di fatto, poco o nulla si sa di un suo coinvolgimento in attività criminali dopo la sua scarcerazione. 

### Morte
Infine, ormai parzialmente cieco e costretto su una sedia a rotelle, Venero Mangano morì nel 2017 per cause naturali lasciando due figli.